# Hermann Tilemann
Heinrich Hermann Tilemann (* 26. August 1887 in Wettesingen; † 14. März 1953 in Wiesbaden) war ein hessischer Politiker (CSVD, CDU) und ehemaliger Abgeordneter des Hessischen Landtags.
Hermann Tilemann machte nach der Volksschule eine Lehre als Schneider. Nach einer zusätzlichen Ausbildung in der Inneren Mission legte er 1916 die Mittlere Reife ab. Nach 1918 war er zunächst im kaufmännischen Beruf tätig, dann Gewerkschaftssekretär und schließlich freier Journalist. 1933 musste er aus seinem Beruf ausscheiden und wurde Landwirt.
Seit 1919 engagierte er sich in der Deutschen Friedensgesellschaft und in der Liga für Menschenrechte. Bis 1933 betätigte er sich politisch: Zunächst in der Sozialistischen Partei, dann aus religiöser Überzeugung im Christlich-Sozialen Volksdienst. Am 1. Januar 1941 wurde er mit der Berufsbezeichnung „Schriftleiter“ in die NSDAP aufgenommen (Mitgliedsnummer 8.259.892). Wahrscheinlich wurde er am 21. August 1942 aus der Partei ausgeschlossen. Nach 1945 wurde er Mitglied der CDU Hessen und dort Vorsitzender des Kreisverbandes der CDU.
Für die CDU war er Mitglied des Kreisausschusses Wolfhagen. Vom 29. September 1946 bis zum 30. November 1946 war er Mitglied der Verfassungberatenden Landesversammlung Groß-Hessen, vom 1. Dezember 1946 (als Nachrücker für Aloys Nölle) bis zum 30. November 1950 des Hessischen Landtags. 